# Jean-François Vleminckx
Jean-François Vleminckx (Brussel, 3 november 1800 - Elsene, 17 maart 1876) was een Belgisch volksvertegenwoordiger.

## Levensloop
Hij was een zoon van de kleermaker Gilles Vleminckx en van Elisabeth Vandermoesen. Hij trouwde met Catherine Pauwels.
Hij begon studies in Mechelen om priester te worden maar in 1817 trok hij naar de Rijksuniversiteit Leuven voor studies geneeskunde en promoveerde in 1822 tot doctor in de geneeskunde. Hij studeerde nog verder in Parijs en vestigde zich als arts en chirurg in Brussel. In 1830 werd hij, naar aanleiding van de revolutie, hoofd van de Gezondheidsdienst bij de Burgerwacht in Brussel en vervolgens inspecteur-generaal van de Gezondheidsdiensten van het Leger (1830-1864), aangesteld door het Voorlopig Bewind, een verantwoordelijkheid die hij meer dan dertig jaar droeg.
Hij was in die hoedanigheid vooral actief in de strijd tegen epidemieën, zoals tyfus, dysenterie, cholera, oogontstekingen en schurft, waaraan de kazernes een kwetsbare voedingsbodem verleenden.
Van 1848 tot 1864 was hij provincieraadslid voor Brabant. In 1864 werd hij verkozen tot liberaal volksvertegenwoordiger voor het arrondissement Brussel en vervulde dit mandaat tot in 1876. In de Kamer bekommerde hij zich voornamelijk om de hygiëne bij de arbeidersbevolking en zette zich in voor de restrictieve reglementering van vrouwen- en kinderarbeid in de koolmijnen.
Hij was in de loop van zijn carrière betrokken bij talrijke instellingen en initiatieven, zodat hij terecht kon worden beschouwd als een van de meest invloedrijke Belgische medici van zijn tijd. Hij was vooral actief in de bevordering van de openbare en algemene hygiëne en meer in het bijzonder ook actief wat betreft oogziekten. Zo was hij onder meer:
- lid van de Société des sciences médicales et naturelles in Brussel,
- lid van de Société pour le progrès des sciences médicales in Amsterdam,
- lid van de Commissie voor de ziekenhuizen en ambulances onder het Voorlopig Bewind,
- lid van de Hoge Raad voor de Gezondheid,
- lid van de Commissie voor het nemen van maatregelen tegen de cholera,
- lid en voorzitter (1841-1856 en 1860-1876) van de Koninklijke Academie voor Geneeskunde,
- inspecteur-generaal van de gezondheidsdiensten in de gevangenissen,
- lid van de Hoge Raad voor de Openbare Gezondheid,
- voorzitter van de Toezichtsraad voor de Veeartsenschool in Kuregem,
- lid van de Raad voor Vervolmaking in het hoger onderwijs,
- voorzitter van de Adviesraad voor de Gezondheidsdiensten bij het Ministerie van Oorlog,
- voorzitter van het congres over oftalmologie in Parijs (1862),
- voorzitter van het internationaal Congres over de medische wetenschappen in Brussel (1875),
- medestichter van de Oogkliniek in Brabant,
- lid van de Algemene raad bij de administratie van de Armenzorg en de Burgerlijke godshuizen in Brussel.

Vleminckx was lid van een Brusselse vrijmetselaarsloge.

## Publicaties
- (met Van Mons) Essai sur l'ophtalmie des Pays-Bas, Brussel, 1825.